# National Council of Women of New Zealand
National Council of Women of New Zealand (NCWNZ eller NCW), är en organisation för kvinnors rättigheter i Nya Zeeland, grundad 1896. Den har historiskt varit den största kvinnoorganisationen på Nya Zeeland. 
Kvinnlig rösträtt infördes på Nya Zeeland år 1893, efter en framgångsrik kampanj av Kate Sheppard för kvinnlig rösträtt, som drevs av henne inom Women's Christian Temperance Union New Zealand. International Council of Women (ICW) bad sedan Kate Sheppard att grunda NCW. 
NCW fungerar som en paraplyorganisation för Nya Zeelands kvinnoorganisationer. Efter grundandet verkade NCW för att utöka kvinnors politiska rättigheter. även om rösträtten hade införts 1893, var detta en passiv rösträtt, vilket innebar att kvinnor fick rösta, men inte var valbara. NCW arbetade för aktiv rösträtt. Kvinnor blev valbara på Nya Zeeland 1919. 